# Présidial

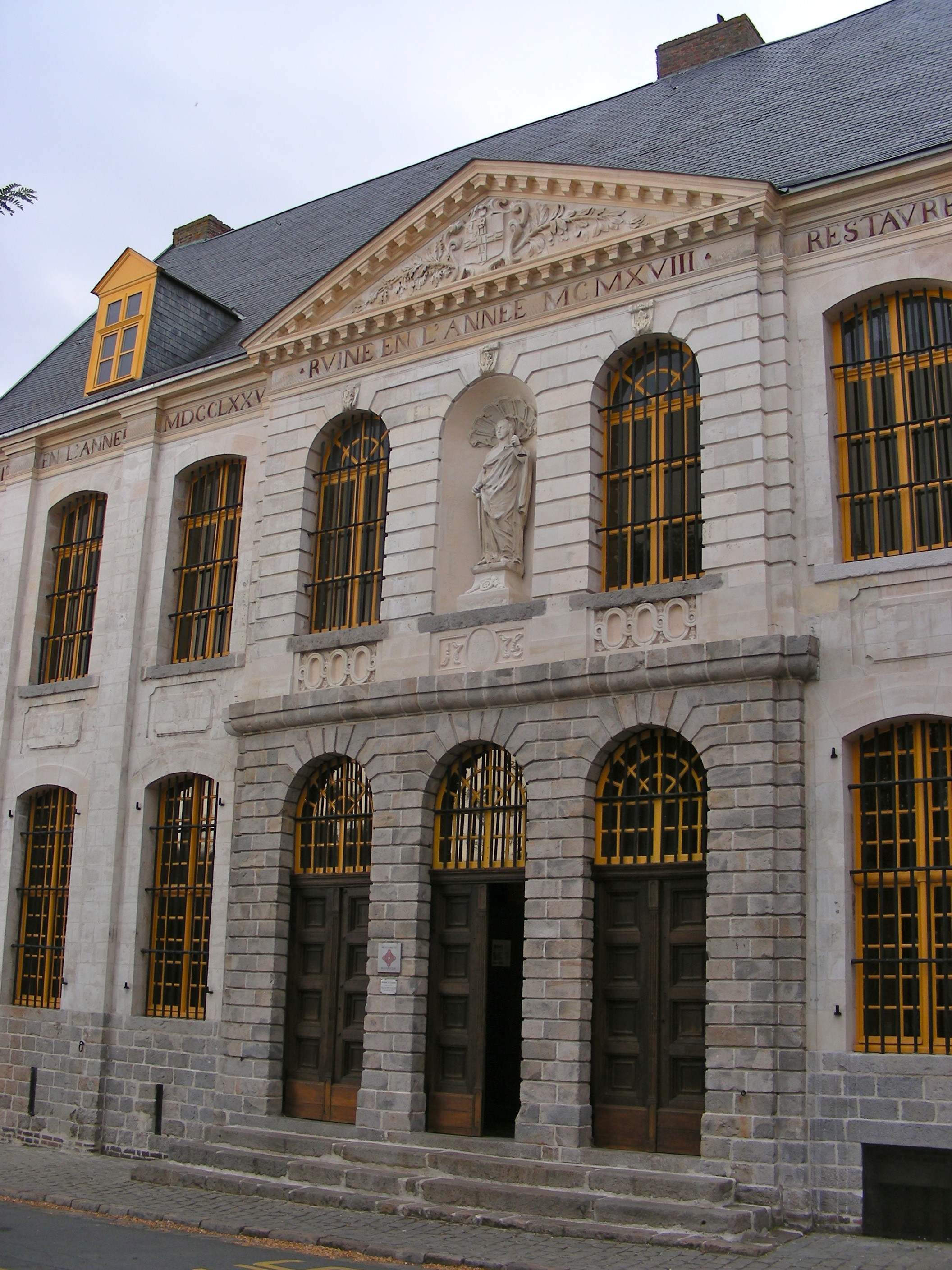
Le présidial de Flandres à Bailleul.

Le présidial (pluriel : présidiaux) est un tribunal de justice de l'Ancien Régime créé au XVIe siècle.

## Historique
C'est en janvier 1552 que le roi Henri II de France, désireux de renforcer son système judiciaire, notamment d'alléger les parlements d'affaires en appel issues des bailliages, a institué par édit royal les présidiaux. Il en créait un dans les plus grands bailliages et sénéchaussées. Soixante présidiaux étaient créés, dont trente-deux du ressort du Parlement de Paris. En fonction des besoins et des nécessités (ressources du Trésor, annexion de nouveau territoire, etc.), le nombre des présidiaux a atteint le nombre de 101 en 1764.
Hiérarchiquement placé entre le bailliage et le Parlement, le présidial statuait, de manière souveraine et sans appel possible, sur les affaires civiles dont l'objet était inférieur à 250 livres tournois en capital ou 10 livres tournois de rente. Il était également compétent en premier ressort pour les affaires dont l'objet était compris entre 250 et 500 livres tournois en capital ou entre 10 et 20 livres tournois de rente, la sentence étant dans ce cas exécutée par provision, nonobstant l'appel éventuel.
Le présidial était incompétent pour les affaires difficilement estimables en valeur ou si les montants étaient supérieurs à 500 livres tournois, pour les affaires qui touchaient à l'État ou la qualité des personnes, les affaires ecclésiastiques, etc. Dans ces cas, le bailliage demeurait compétent.
Le présidial était également compétent pour les affaires criminelles concurremment et par prévention aux prévôts et lieutenants criminels s'ils décrétaient avant eux ou le même jour.
Comme toutes les juridictions de l'Ancien Régime, les présidiaux furent supprimés en 1790 par décret de l'Assemblée nationale.

## Organisation d'un présidial
- Président : office créé en 1557, parfois dédoublé, supprimé en 1764 (attributions plus honorifiques que réelles).
- Lieutenant-Général : chef du bailliage, souvent sous les ordres du bailli.
- Lieutenant criminel : juge des affaires criminelles.
- Lieutenant particulier assesseur criminel : assistant du lieutenant criminel (office créé en 1586 dans certains présidiaux).
- Garde-scel : chargé de la rédaction et de l'authentification des actes.
- Conseiller : juge. Un des conseillers était chargé de la garde du sceau.
- Conseiller clerc : juge chargé de veiller sur les droits de la juridiction ecclésiastique (un par présidial). Créé en 1571.
- Commissaire enquêteur examinateur : charge créée en 1515 dans les bailliages (deux par présidial).
- Secrétaire : chargé d'assister les conseillers.
- Contrôleur : chargé d'assister les conseillers.
- Chevalier d'honneur : office créé en 1691 pour donner une seconde carrière aux gentilshommes ne pouvant plus servir le roi à la guerre.

Les magistrats devaient être au moins neuf par présidial. Mais l'effectif pouvait parfois atteindre 30 selon l'étendue du bailliage.  Une importante inflation des prix des charges se fit sentir à la fin du XVIe siècle.
Pour être reçus, les juges des présidiaux devaient détenir au minimum une licence de droit obtenue dans l'une des l'Universités du royaume. Ils se recrutaient parmi les élites urbaines cultivées de l'ancien Régime. Dans les villes franches bénéficiant de chartes municipales, comme à Angers ou La Rochelle, la quasi-totalité des magistrats appartiennent au second ordre. 
Dans les provinces où il n'y avait pas de parlement, les magistrats tenaient le haut du pavé.  Certains étaient nobles, d'autres roturiers. Lorsque c'était le cas, ils étaient jusqu'à la réforme de Maupéou en 1787, dispensés d'enquête de noblesse. 
Les présidiaux ont compté dans leurs rangs de nombreux savants, comme  les économistes Boisguilbert et Le Trosne, les jurisconsultes Daniel Jousse et Robert Joseph Pothier ou encore Claude Pocquet de Livonnière, les mathématiciens Florimond de Beaune ou Rallier des Ourmes le physicien Jacques de Romas et de nombreux poètes et hommes de lettres, comme Bathazar Bailly ou Pierre de Garros.

## Procédure
Les principes procéduraux sont ceux en vigueur pour le procès civil ou pour le procès pénal, dans les juridictions de l'ancien régime.
Au civil, coexistent une procédure orale, plus rapide et sans ministère obligatoire d'avocat et une procédure écrite.
L'ordonnance d'avril 1667 sur la justice civile énonce les causes simples qui relèvent de la procédure orale. Cette dernière est entièrement publique. Les jugements sont prononcés à l'audience, ou différés, sous la forme d'un délibéré.
La procédure écrite entraîne la remise de pièces, la désignation de procureurs ou d'avocats pour les analyser ou pour représenter les parties. La procédure écrite se déroule en chambre du conseil, à huis clos. Un greffier assure la circulation des sacs à procès, contenant les pièces et les écrits, dont un magistrat instructeur est chargé de faire rapport aux autres juges. Le jugement rendu (dictum ou dicton) débute par la formule "Nous disons".

## Popularité
Si la création des présidiaux a très bien été accueillie par les sujets du roi, il n'en a pas été de même pour les magistrats des tribunaux déjà existants qui voyaient dans ces nouvelles juridictions une tentative de limiter leurs pouvoirs.

## Liste des présidiaux

### Présidiaux créés en 1551 (ancien style)
- Dans le ressort du parlement de Paris : Laon, Reims, Amiens, Abbeville, Senlis, Sens, Auxerre, Troyes, Vitry, Château-Thierry, Chaumont, Meaux, Provins, Melun, Poitiers, Angers, Tours, Le Mans, Lyon, Moulins, Saint-Pierre-le-Moûtier, Riom, Aurillac, Blois, Bourges, Orléans, Chartres, Angoulême, La Rochelle, Montfort-l'Amaury et Paris.
- Dans le ressort du parlement de Normandie : Rouen, Caudebec, Caen, Évreux, Alençon, Saint-Lô et Les Andelys.
- Dans le ressort du parlement de Bretagne : Nantes, Rennes, Vannes, Quimper-Corentin et Ploërmel.
- Dans le ressort du parlement de Toulouse : Toulouse, Carcassonne, Nîmes, Béziers, Castres et Castelnaudary, en Languedoc, ainsi que Villefranche, en Rouergue.
- Dans le ressort du parlement de Bordeaux : Bordeaux, Dax, Bazas, Condom, Agen, Périgueux, Limoges, Brive et Saintes.

### Présidiaux créés après 1551 (ancien style)

#### Présidiaux créés en 1552 (nouveau style)
Dès 1552, trois présidiaux sont créés :
- Le premier dans le ressort du parlement de Paris : Mantes.
- Le deuxième dans celui du parlement de Rouen : Coutances.
- Le troisième dans celui du parlement de Toulouse : Montpellier.

#### Présidial créé en 1581
- Dans le ressort du parlement de Paris : Beauvais.

#### Présidial créé en 1582
- Dans le ressort du parlement de Paris : Clermont.

#### Présidiaux créés en 1595
- Dans le ressort du parlement de Paris : La Flèche et Soissons.

#### Présidial créé en 1601
- Bourg

#### Présidial créé en 1621
- Dans le ressort du parlement de Bordeaux : Lectoure.

#### Présidial créé en 1629
- Dans le ressort du parlement de Bordeaux : Nérac.

#### Présidial créé en 1632
- Dans le ressort du parlement de Toulouse : Montauban.

#### Présidiaux créés en 1635
- Dans le ressort du parlement de Paris : Guéret.
- Dans le ressort du parlement de Toulouse : Rodez.
- Dans le ressort du parlement de Bordeaux : Tulle.

#### Présidial créé en 1636
- Dans le ressort du parlement de Grenoble : Valence.

#### Présidial créé en 1637
- Dans le ressort du parlement de Paris : Chalons.

#### Présidiaux créés en 1638
- Dans le ressort du parlement de Paris : Crépy et Montargis.

#### Présidiaux créés en 1639
- Dans le ressort du parlement de Paris : Laval, puis transféré à Château-Gontier et Châtillon.
- Dans le ressort du parlement de Bordeaux : Libourne.
- Dans le ressort du Parlement de Toulouse : Auch.

#### Présidiaux créés en 1640
- Dans le ressort du parlement de Paris : Langres.
- Dans le ressort du parlement de Toulouse : Limoux.

#### Présidial créé en 1641
- Dans le ressort du parlement de Bordeaux : Sarlat.

#### Présidial créé en 1644
- Dans le ressort du parlement de Paris : Laval.

#### Présidial créé en 1646
- Dans le ressort du parlement de Toulouse : Pamiers.

#### Présidiaux créés en 1685
En 1685, cinq présidiaux sont créés, tous dans le ressort du parlement de Metz : Metz, Sarre-Louis, Sedan, Toul et Verdun.

#### Présidiaux créés en 1696
En 1696, neuf présidiaux sont créés :
- Cinq dans le ressort du parlement de Dijon : Autun, Chalons, Châtillon, Dijon et Semur.
- Quatre dans celui du parlement de Dole : Gray, Lons-le-Saunier, Salins et Vesoul.

#### Présidial créé en 1700
- Dans le ressort du parlement de Besançon : Besançon.

#### Présidiaux créés en 1704
- Dans le ressort du parlement de Douai : Flandres (Bailleul)[4].

#### Présidiaux créés en 1772
La Lorraine ducale ayant été rattachée à la France en 1766 après le décès du Duc Stanislas, l'application du système administratif français y a été introduit plus tardivement. 
- Dans le ressort du parlement de Nancy[5] : Nancy, Dieuze, Mirecourt et Saint-Dié. 
  - Dépendaient du présidial de Nancy les bailliages de LUNÉVILLE, BLAMONT, ROSIÈRES, VÉZELIZE, NOMENY, PONT-À-MOUSSON
  - Du présidial de Mirecourt dépendaient les bailliages de CHARMES, CHATEL-SUR-MOSELLE, DARNEY, BOURMONT, NEUFCHÂTEAU
  - Du présidial de Saint-Dié dépendaient les bailliages d'ÉPINAL, BRUYÈRES[6], REMIREMONT
  - Du présidial de Dieuze dépendaient les bailliages de CHÂTEAU-SALIN, SARREGUEMINES, BITCHE, LIXHEIM, FÉNÉTRANGE.

#### Présidiaux créés en 1788
Le 1er mai 1788 est arrêté et publié l'édit créant les bailliages-présidiaux dans le ressort du conseil supérieur d'Alsace (Colmar) : 
- Thann
- Haguenau